# Каолак (област)
Каолак е една от 11-те области на Сенегал. Разположена е в централната част на страната и граничи с Гамбия. Столицата на областта е град Каолак. Площта ѝ е 5357 км², а населението е 960 875 души (по преброяване от 2013 г.). Област Каолак е разделена на 3 департамента.